# Гоумстейкський експеримент

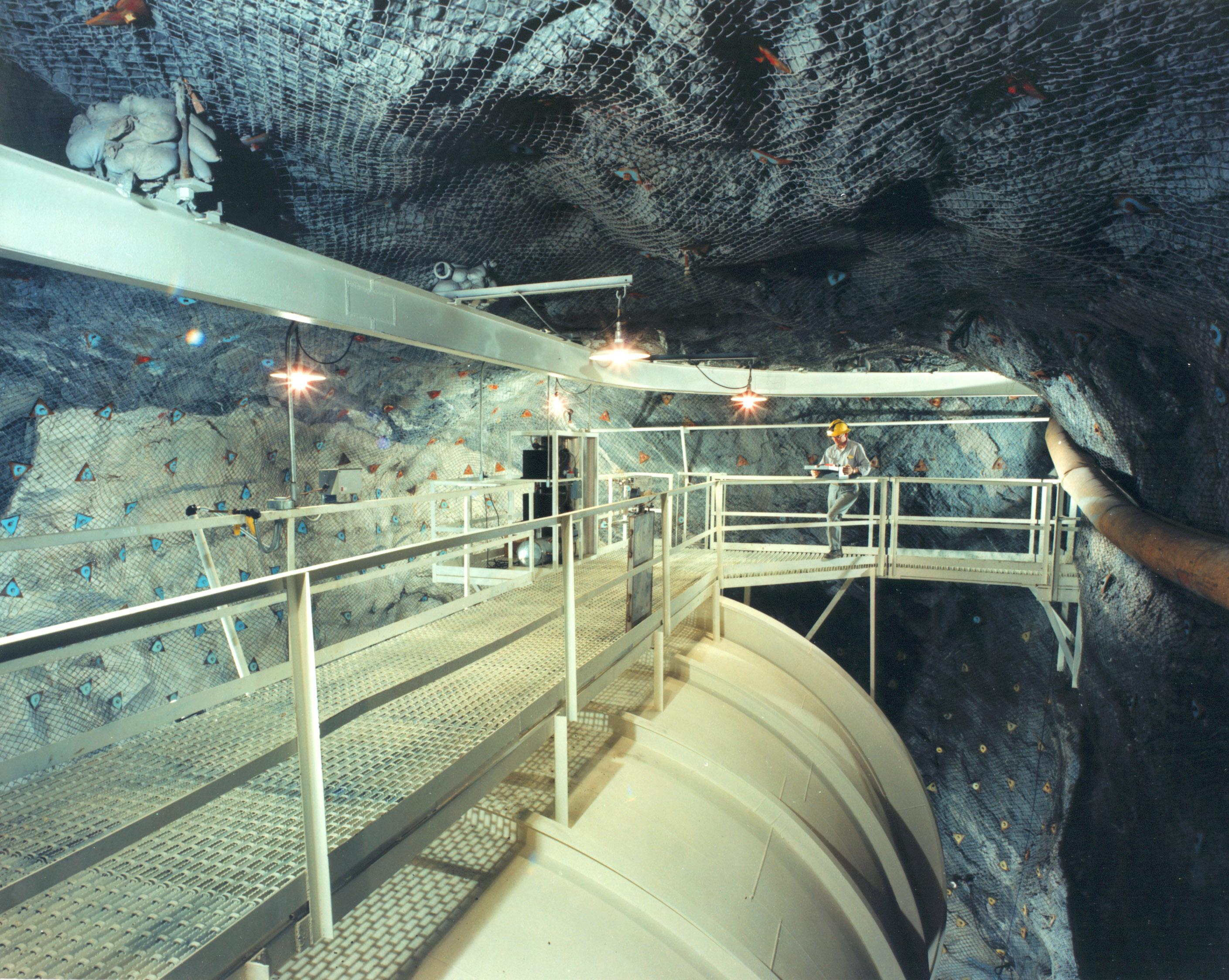
Підземний резервуар Гоумстейкського експерименту, коли басейн навколо резервуара ще не затоплено.

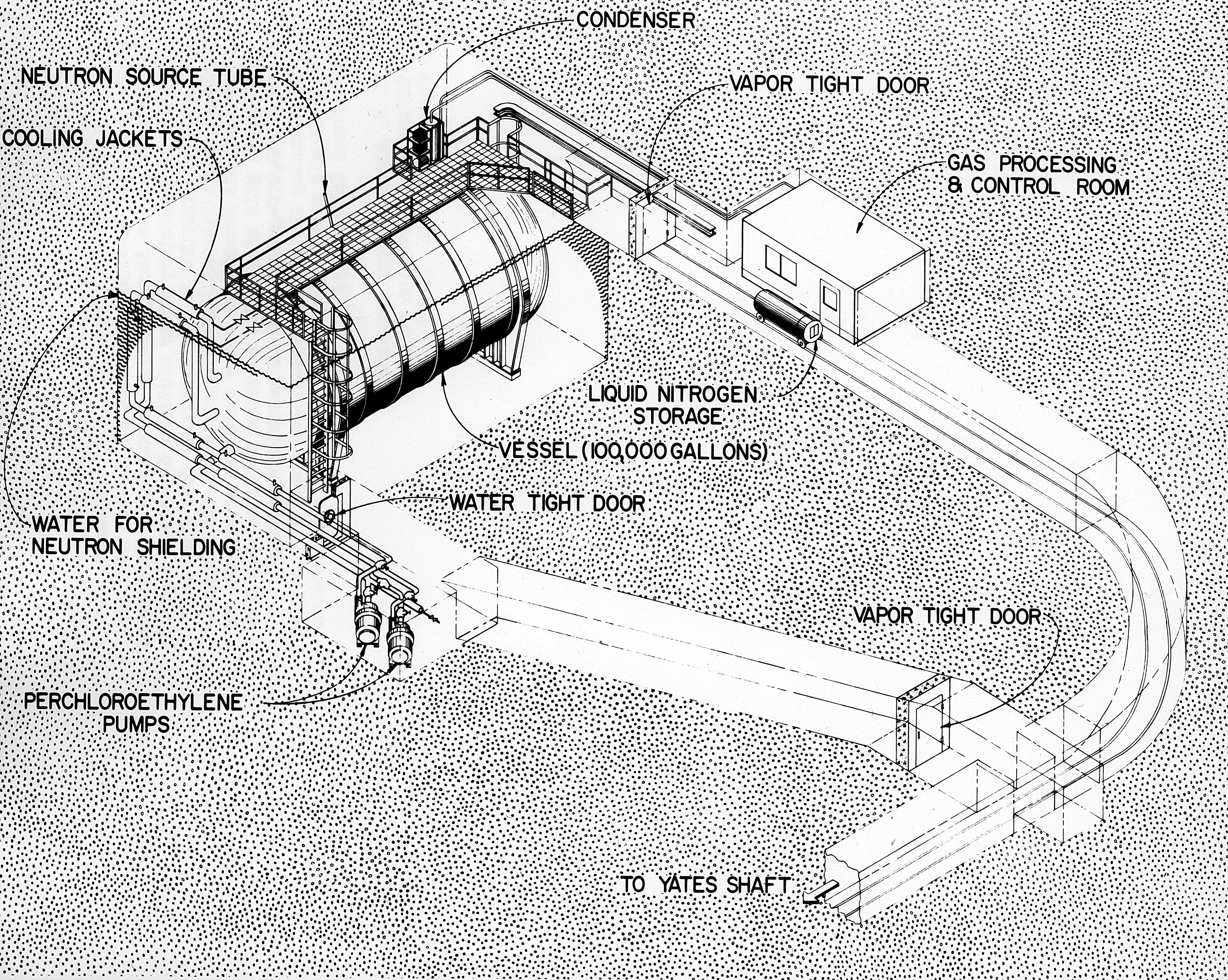
Схема експерименту в шахті Гоумстейк.

Гоумстейкський експеримент (англ. Homestake experiment, також відомий як експериментом Девіса, а в оригінальній літературі — Брукгейвенський експеримент із сонячними нейтрино або Брукгейвенський експеримент з 37Cl) — експеримент, який очолювали астрофізики Раймонд Девіс і Джон Бакалл наприкінці 1960-х років. Його мета полягала в зборі та підрахунку нейтрино, випромінюваних в результаті ядерного синтезу в надрах Сонця. Бакалл виконав теоретичні розрахунки, а Девіс розробив експеримент. Після того, як Бакалл розрахував швидкість, з якою детектор повинен вловлювати нейтрино, експеримент Девіса показав лише одну третину цієї кількості. Експеримент був першим успішним виявленням і підрахунком сонячних нейтрино, а розбіжність результатів створила проблему сонячних нейтрино. Експеримент безперервно діяв з 1970 по 1994 рік. Пенсільванський університет керував експериментом з 1984 року. Пізніше виявилося, що розбіжність між прогнозованою та виміряною швидкістю виявлення нейтрино пов’язана з нейтринними осциляціями.

## Методологія
Експеримент проводився на золотій копальні Гоумстейк в Ліді в штаті Південна Дакота. Девіс розмістив в шахті на глибині 1478 м під землею резервуар ємністю 380 кубічних метрів (100 000 галонів), заповнений  перхлоретиленом, звичайною рідиною для хімчистки. Проведення експерименту глибоко під землею дозволяло запобігти впливу космічних променів, а великий об'єм рідини був потрібний через дуже малу ймовірність успішного захоплення нейтрино речовиною. Перхлоретилен був обраний тому, що він багатий на хлор. Під час взаємодії з електронним нейтрино атом 37Cl перетворюється на радіоактивний ізотоп 37Ar, який потім можна виділити та підрахувати. Реакція захоплення нейтрино має вигляд:
{\displaystyle \mathrm {\nu _{e}+\ ^{37}Cl\longrightarrow \ ^{37}Ar+e^{-}.} }
Поріг реакції становить 0,814 МеВ, тобто нейтрино повинно мати принаймні таку енергію, щоб бути захопленим ядром 37Cl.
Оскільки 37Ar має період напіврозпаду 35 днів, кожні кілька тижнів Девіс пропускав гелій через резервуар, щоб зібрати утворений в експерименті аргон. Потім невеликий лічильник газу реєстрував розпад атомів 37Ar. Таким чином Девіс зміг визначити, скільки нейтрино захоплювала ємність з хлором за одиницю часу.

## Висновки
Вимірювання Девіса постійно були дуже близькі до однієї третини розрахунків Бакалла. Перша відповідь наукового співтовариства полягала в тому, що або Бакалл, або Девіс зробили помилку. Розрахунки Бакалла неодноразово перевірялися, і помилок не виявили. Девіс уважно переглянув власний експеримент і наполягав, що в ньому немає вад. За Гоумстейкським експериментом послідували інші експерименти з тією ж метою, такі як Kamiokande в Японії, SAGE в СРСР, GALLEX в Італії, Super Kamiokande також в Японії та SNO в Канаді. SNO був першим детектором, здатним виявити нейтринні осциляції, вирішивши таким чином проблему сонячних нейтрино. Результати експерименту, опубліковані в 2001 році, показали, що з трьох ароматів, між якими нейтрино можуть коливатися, детектор Девіса був чутливий лише до одного. Після того, як було доведено, що його експеримент був правильним, Девіс розділив Нобелівську премію з фізики 2002 року за внесок у фізику нейтрино з Масатосі Косібою з Японії, який працював над Kamiokande та Super Kamiokande (іншу частину премії також отримав Ріккардо Джакконі за внесок у рентгенівську астрономію).